# Nicrophorus sepultor
Nicrophorus sepultor (лат.) — вид жуков-мертвоедов из подсемейства могильщиков.

## Описание
Длина тела 12-21 мм. Булава усиков двухцветная — вершинные членики рыжего цвета. Переднеспинка несколько в форме символа сердца, несколько расширенная кпереди, лишена волосков. Надкрылья чёрного цвета с двумя красными перевязями. Надкрылья сверху лишены опушения, но плечи и задние углы надкрылий покрыты короткими чёрными волосками. Эпиплевры надкрылий близ оснований полностью пересекаются широкой черной полоской, оставляющей спереди только небольшое жёлтое пятно. Иногда данное пятно является еле заметным. Заднегрудь покрыта короткими жёлтыми волосками. Волоски по бокам заднегруди серебристого цвета. Брюшко покрыто чёрными волосками. Задние голени прямые.

## Ареал
Центрально-палеарктический вид, который широко распространён в Центральной и Восточной Европе, на Кавказе, в Казахстане (на юге достигает Семиречья), Западной Сибири (кроме Крайнего Севера), на Алтае, в Забайкалье, Монголии, Китае.

## Биология
Степной вид, встречается с мая по сентябрь. Являются некрофагами: питаются падалью как на стадии имаго, так и в личиночной стадии. Жуки закапывают трупы мелких животных в почву и проявляют развитую заботу о потомстве — личинках, подготавливая для них питательный субстрат. Из отложенных яиц выходят личинки с 6 малоразвитыми ногами и группами из 6 глазков с каждой стороны. Тело взрослой личинки молочно-белое, ерукоподобной формы, с небольшими расширенными сегментами, в основном слабо склеротизированные, кроме головы и конечностей. Тело личинок третьего возраста длиной 17-20 мм, шириной 3-5 мм. Голова гипогнатного типа. Усики трёхчлениковые. Мандибулы треугольные, короткие, сильно склеротизированные, на вершине заостренные и расширенные у основания. Резцовый край с небольшими зубцами, на основе расположена одна щетинка.
Интересной особенностью могильщиков является забота о потомстве: хотя личинки способны питаться самостоятельно, родители растворяют пищеварительными ферментами ткани трупа, готовя для них питательный «бульон». Это позволяет личинкам быстрее развиваться.